# King's Norton, West Midlands
King's Norton är en stadsdel i Birmingham, i distriktet Birmingham, i grevskapet West Midlands, i England. Kings Norton var en civil parish fram till 1912 när blev den en del av Birmingham. Civil parish hade 49 160 invånare år 1911. Byn nämndes i Domedagsboken (Domesday Book) år 1086, och kallades då Nortune.